# Phyllanthus stipulatus
Phyllanthus stipulatus là một loài thực vật có hoa trong họ Diệp hạ châu. Loài này được (Raf.) G.L.Webster miêu tả khoa học đầu tiên năm 1955.